# Décès en octobre 1963
Décès
- 1959
- 1960
- 1961
- 1962
- 1963
- 1964
- 1965
- 1966
- 1967

Pour une information complémentaire, voir la page d'aide.

| Date      | Nom        | Pays                  | Activités                         | Âge | Source |
| --------- | ---------- | --------------------- | --------------------------------- | --- | ------ |
| 4 octobre | Janka Boga | Drapeau de la Hongrie | Écrivaine et pédagogue hongroise. | 77  |        |